# Medaillenspiegel der Olympischen Sommerspiele 2000
Diese Tabelle zeigt den Medaillenspiegel der Olympischen Sommerspiele 2000 in Sydney. Die Platzierungen sind nach der Anzahl der gewonnenen Goldmedaillen sortiert, gefolgt von der Anzahl der Silber- und Bronzemedaillen. Weisen zwei oder mehr Länder eine identische Medaillenbilanz auf, werden sie alphabetisch geordnet auf dem gleichen Rang geführt. Dies entspricht dem System, das vom Internationalen Olympischen Komitee (IOC) verwendet wird.
80 der 199 teilnehmenden Nationen gewannen in einem der 300 ausgetragenen Wettbewerbe mindestens eine Medaille. Von diesen gewannen 52 mindestens eine Goldmedaille. Jeweils ihre erste olympische Medaille gewannen Barbados, Kirgisistan, Kuwait, Mazedonien, Saudi-Arabien und Vietnam, während Kamerun, Kolumbien, Lettland, Mosambik und Slowenien ihren ersten Olympiasieger stellten.

## Medaillenspiegel
| Platz | Mannschaft                | Gold | Silber | Bronze | Gesamt |
| ----- | ------------------------- | ---- | ------ | ------ | ------ |
| 01    | Vereinigte Staaten (USA)  | 37   | 24     | 32     | 93     |
| 02    | Russland (RUS)            | 32   | 28     | 29     | 89     |
| 03    | Volksrepublik China (CHN) | 28   | 16     | 14     | 58     |
| 04    | Australien (AUS)          | 16   | 25     | 17     | 58     |
| 05    | Deutschland (GER)         | 13   | 17     | 26     | 56     |
| 06    | Frankreich (FRA)          | 13   | 14     | 11     | 38     |
| 07    | Italien (ITA)             | 13   | 8      | 13     | 34     |
| 08    | Niederlande (NED)         | 12   | 9      | 4      | 25     |
| 09    | Kuba (CUB)                | 11   | 11     | 7      | 29     |
| 10    | Großbritannien (GBR)      | 11   | 10     | 7      | 28     |
| 11    | Rumänien (ROU)            | 11   | 6      | 9      | 26     |
| 12    | Südkorea (KOR)            | 8    | 10     | 10     | 28     |
| 13    | Ungarn (HUN)              | 8    | 6      | 3      | 17     |
| 14    | Polen (POL)               | 6    | 5      | 3      | 14     |
| 15    | Japan (JPN)               | 5    | 8      | 5      | 18     |
| 16    | Bulgarien (BUL)           | 5    | 6      | 2      | 13     |
| 17    | Griechenland (GRE)        | 4    | 6      | 3      | 13     |
| 18    | Schweden (SWE)            | 4    | 5      | 3      | 12     |
| 19    | Norwegen (NOR)            | 4    | 3      | 3      | 10     |
| 20    | Äthiopien (ETH)           | 4    | 1      | 3      | 8      |
| 21    | Ukraine (UKR)             | 3    | 10     | 10     | 23     |
| 22    | Kasachstan (KAZ)          | 3    | 4      | —      | 7      |
| 23    | Belarus (BLR)             | 3    | 3      | 11     | 17     |
| 24    | Kanada (CAN)              | 3    | 3      | 8      | 14     |
| 25    | Spanien (ESP)             | 3    | 3      | 5      | 11     |
| 26    | Türkei (TUR)              | 3    | —      | 2      | 5      |
| 27    | Iran (IRI)                | 3    | —      | 1      | 4      |
| 28    | Tschechien (CZE)          | 2    | 3      | 3      | 8      |
| 29    | Kenia (KEN)               | 2    | 3      | 2      | 7      |
| 30    | Dänemark (DEN)            | 2    | 3      | 1      | 6      |
| 31    | Finnland (FIN)            | 2    | 1      | 1      | 4      |
| 32    | Österreich (AUT)          | 2    | 1      | —      | 3      |
| 33    | Litauen (LTU)             | 2    | —      | 3      | 5      |
| 34    | Aserbaidschan (AZE)       | 2    | —      | 1      | 3      |
| 0     | Bahamas (BAH)             | 2    | —      | 1      | 3      |
| 36    | Slowenien (SLO)           | 2    | —      | —      | 2      |
| 37    | Schweiz (SUI)             | 1    | 6      | 2      | 9      |
| 38    | Indonesien (INA)          | 1    | 3      | 2      | 6      |
| 39    | Slowakei (SVK)            | 1    | 3      | 1      | 5      |
| 40    | Mexiko (MEX)              | 1    | 2      | 3      | 6      |
| 41    | Nigeria (NGR)             | 1    | 2      | —      | 3      |
| 42    | Algerien (ALG)            | 1    | 1      | 3      | 5      |
| 43    | Usbekistan (UZB)          | 1    | 1      | 2      | 4      |
| 44    | Lettland (LAT)            | 1    | 1      | 1      | 3      |
| 0     | BR Jugoslawien (YUG)      | 1    | 1      | 1      | 3      |
| 46    | Neuseeland (NZL)          | 1    | —      | 3      | 4      |
| 47    | Estland (EST)             | 1    | —      | 2      | 3      |
| 0     | Thailand (THA)            | 1    | —      | 2      | 3      |
| 49    | Kroatien (CRO)            | 1    | —      | 1      | 2      |
| 50    | Kamerun (CMR)             | 1    | —      | —      | 1      |
| 0     | Kolumbien (COL)           | 1    | —      | —      | 1      |
| 0     | Mosambik (MOZ)            | 1    | —      | —      | 1      |
| 53    | Brasilien (BRA)           | —    | 6      | 6      | 12     |
| 54    | Jamaika (JAM)             | —    | 6      | 3      | 9      |
| 55    | Belgien (BEL)             | —    | 2      | 3      | 5      |
| 0     | Südafrika (RSA)           | —    | 2      | 3      | 5      |
| 57    | Argentinien (ARG)         | —    | 2      | 2      | 4      |
| 58    | Marokko (MAR)             | —    | 1      | 4      | 5      |
| 0     | Chinesisch Taipeh (TPE)   | —    | 1      | 4      | 5      |
| 60    | Nordkorea (PRK)           | —    | 1      | 3      | 4      |
| 61    | Moldau (MDA)              | —    | 1      | 1      | 2      |
| 0     | Saudi-Arabien (KSA)       | —    | 1      | 1      | 2      |
| 0     | Trinidad und Tobago (TTO) | —    | 1      | 1      | 2      |
| 64    | Irland (IRL)              | —    | 1      | —      | 1      |
| 0     | Sri Lanka (SRI)           | —    | 1      | —      | 1      |
| 0     | Uruguay (URU)             | —    | 1      | —      | 1      |
| 0     | Vietnam (VIE)             | —    | 1      | —      | 1      |
| 68    | Georgien (GEO)            | —    | —      | 6      | 6      |
| 69    | Costa Rica (CRC)          | —    | —      | 2      | 2      |
| 0     | Portugal (POR)            | —    | —      | 2      | 2      |
| 71    | Armenien (ARM)            | —    | —      | 1      | 1      |
| 0     | Barbados (BAR)            | —    | —      | 1      | 1      |
| 0     | Chile (CHI)               | —    | —      | 1      | 1      |
| 0     | Indien (IND)              | —    | —      | 1      | 1      |
| 0     | Island (ISL)              | —    | —      | 1      | 1      |
| 0     | Israel (ISR)              | —    | —      | 1      | 1      |
| 0     | Katar (QAT)               | —    | —      | 1      | 1      |
| 0     | Kirgisistan (KGZ)         | —    | —      | 1      | 1      |
| 0     | Kuwait (KUW)              | —    | —      | 1      | 1      |
| 0     | Mazedonien (MKD)          | —    | —      | 1      | 1      |
|       | Gesamt                    | 300  | 300    | 327    | 927    |